# Соперничество сборных Ирана и Саудовской Аравии по футболу
Соперничество сборных Ирана и Саудовской Аравии по футболу является принципиальным и ведёт свою историю с 1975 года.
Это соперничество было помещено на девятую строчку в рейтинг «10 самых политизированных международных футбольных противостояний» сайтом болельщиков Bleacher Report и на восьмую позицию в аналогичном рейтинге сайта Goal.com.
По состоянию на конец 2018 года сборные Ирана и Саудовской Аравии провели между собой 15 матчей. Все игры проходили в рамках каких-либо официальных турниров, и противники никогда не проводили между собой товарищеские матчи. Первая игра между Ираном и Саудовской Аравией состоялась 24 августа 1975 года в рамках отборочного турнира Олимпийских игр 1976 года, закончившаяся разгромом аравийцев со счётом 0:3.

## История
Обе сборные традиционно борются за право именоваться лучшей в Западной Азии, матчи между ними были "всегда напряжёнными, жёсткими и бескомпромиссными". Ещё одной причиной яростного противостояния служит религия. В то время как Иран является духовной родиной шиитского ислама (со времен династии Сефевидов), Саудовская Аравия — страна с суннитским большинством. При этом представителя обоих направлений являются и меньшинствами в обеих странах (сунниты в Иране и шииты в Саудовской Аравии).
Кроме того, обе страны на протяжении последних десятилетий находятся в остром политическом противостоянии, обусловленном борьбой за влияние на Ближнем Востоке.
В марте 2009 года после гостевой победы над иранцами саудовские футболисты исполнили подобие традиционного аравийского танца меча перед около 100 000 рассерженных иранских болельщиков на тегеранском стадионе Азади. Ирано-саудовское противостояние наблюдается и на клубном уровне. Так после того как иранский «Зоб Ахан» в полуфинале Лиги чемпионов АФК 2010 года выбил из турнира саудовский «Аль-Хиляль» уже иранские футболисты исполнили танец меча, издеваясь над саудовскими болельщиками. Когда иранский «Персеполис» должен был играть на выезде с саудовским « Аль-Иттихадом» в рамках Лиги чемпионов АФК 2011 года, саудовские пограничники заставили иранских игроков сдавать отпечатки пальцев и сканировать радужную оболочку глазу по прибытии в аэропорт Джидды. Иранцы отказались это сделать и провели в аэропорту 8 часов
Футболисты сборной Бахрейна размахивали саудовскими флагами после домашней победы со счётом 3:1 над Ираном в последнем туре второй стадии азиатского отборочного турнира чемпионата мира 2002. Этот результат вывел Саудовскую Аравию в финальную часть мирового первенства, а Иран отправил в стыковые матчи, которые он пройти не сумел.
В 2016 году Саудовская Аравия отказалась играть в Иране в рамках Лиги чемпионов АФК.

## Список матчей
Источник:
| #  | Дата             | Соревнование                                   | Хозяева           | Результат         | Гости             | Голы хозяев                                                   | Голы гостей                     | Стадион                          |
| -- | ---------------- | ---------------------------------------------- | ----------------- | ----------------- | ----------------- | ------------------------------------------------------------- | ------------------------------- | -------------------------------- |
| 1  | 24 августа 1975  | отбор Олимпийских игр 1976                     | Иран              | 3:0               | Саудовская Аравия | Мазлуми 12′ 83′; Хоршиди 63′                                  |                                 | Амджадие, Тегеран                |
| 2  | 7 января 1977    | отбор чемпионата мира 1978                     | Саудовская Аравия | 0:3               | Иран              |                                                               | Мазлуми 16′ 78′; Ровшан 62′     | Принц Фейсал ибн Фахд, Эр-Рияд   |
| 3  | 22 апреля 1977   | отбор чемпионата мира 1978                     | Иран              | 2:0               | Саудовская Аравия | Юсефи 10′; Шарифи 84′                                         |                                 | Хафезие, Шираз                   |
| 4  | 13 декабря 1984  | Кубок Азии                                     | Саудовская Аравия | 1:1 (по пен. 5:4) | Иран              | Шахин Баяни ? (авт.)                                          | Шахрох Баяни 43′                | Национальный стадион, Сингапур   |
| 5  | 15 декабря 1988  | Кубок Азии                                     | Саудовская Аравия | 1:0               | Иран              | Абдулла 16′                                                   |                                 | Катар СК, Доха                   |
| 6  | 28 октября 1993  | отбор чемпионата мира 1994                     | Саудовская Аравия | 4:3               | Иран              | аль-Джабир 21′; аль-Махалляль 27′; аль-Муса; 47′; Фалатах 74′ | Фонунизаде 43′ 52′; Манафи 90′  | Халифа, Доха                     |
| 7  | 11 декабря 1996  | Кубок Азии                                     | Саудовская Аравия | 0:3               | Иран              |                                                               | Даеи 12′; Багери 37′; Азизи 47′ | Аль-Мактум, Дубай                |
| 8  | 18 декабря 1996  | Кубок Азии                                     | Иран              | 0:0 (по пен. 3:4) | Саудовская Аравия |                                                               |                                 | Шейх Зайед, Абу-Даби             |
| 9  | 19 сентября 1997 | отбор чемпионата мира 1998                     | Иран              | 1:1               | Саудовская Аравия | Багери 64′                                                    | аш-Шахрани 32′                  | Азади, Тегеран                   |
| 10 | 24 октября 1997  | отбор чемпионата мира 1998                     | Саудовская Аравия | 1:0               | Иран              | аль-Муваллид 88′                                              |                                 | Король Фахд, Эр-Рияд             |
| 11 | 24 августа 2001  | отбор чемпионата мира 2002                     | Иран              | 2:0               | Саудовская Аравия | Даеи 54′ (пен.) 64′                                           |                                 | Азади, Тегеран                   |
| 12 | 28 сентября 2001 | отбор чемпионата мира 2002                     | Саудовская Аравия | 2:2               | Иран              | аль-Вакид 20′; аль-Ями 59′                                    | Даеи 42′; Динмохаммади 84′      | Принц Абдулла аль-Файсал, Джидда |
| 13 | 6 сентября 2008  | отбор чемпионата мира 2010                     | Саудовская Аравия | 1:1               | Иран              | аль-Харти 29′                                                 | Некунам 81′                     | Король Фахд, Эр-Рияд             |
| 14 | 28 марта 2009    | отбор чемпионата мира 2010                     | Иран              | 1:2               | Саудовская Аравия | Шоджаи 64′                                                    | Хазази 79′; аль-Муваллад 87′    | Азади, Тегеран                   |
| 15 | 12 декабря 2012  | чемпионат Федерации футбола Западной Азии 2012 | Иран              | 0:0               | Саудовская Аравия |                                                               |                                 | Аль-Садака Валсалам, Эль-Кувейт  |

1. ↑  Не признан ФИФА
2. ↑  Иран играл резервным составом.
3. ↑  Обе команды играли резервными составами.

## Статистика
| Команда           | И  | В | Н | П | ГЗ | ГП | ГР | Лучший результат |
| ----------------- | -- | - | - | - | -- | -- | -- | ---------------- |
| Иран              | 15 | 5 | 6 | 4 | 22 | 13 | +9 | 3:0              |
| Саудовская Аравия | 15 | 4 | 6 | 5 | 13 | 22 | -9 | 4:3              |

| Матчей в Иране            | 5  |
| Матчи на нейтральном поле | 6  |
| Матчи в Саудовской Аравии | 4  |
| Всего матчей              | 15 |

## Бомбардиры
| Место | Игрок                 | Голы |
| ----- | --------------------- | ---- |
| 1     | Голам Хоссейн Мазлуми | 4    |
| 1     | Али Даеи              | 4    |
| 2     | Мехди Фонунизаде      | 2    |
| 2     | Карим Багери          | 2    |
| 3     | Другие игроки         | 1    |